# 희락관

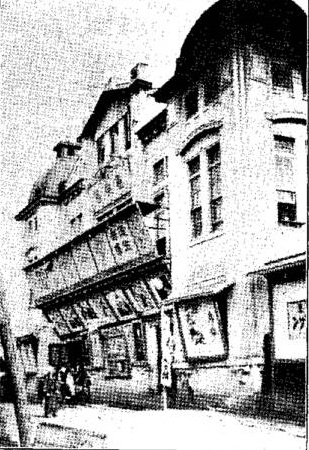
희락관의 모습, 1922년

희락관(喜樂館)은 일제 시대의 조선 경성부에 위치해 있던 상설 영화관이었다. 1915년 유락관(有樂館)이라는 이름으로 세워져 운영되다가 1918년 희락관으로 개칭되었으며, 일본인들이 주로 이용하는 영화 극장으로 크게 성공하였다. 그러나 1945년 광복 직전에 화재로 소실된 이후 폐쇄되었다.

## 상세

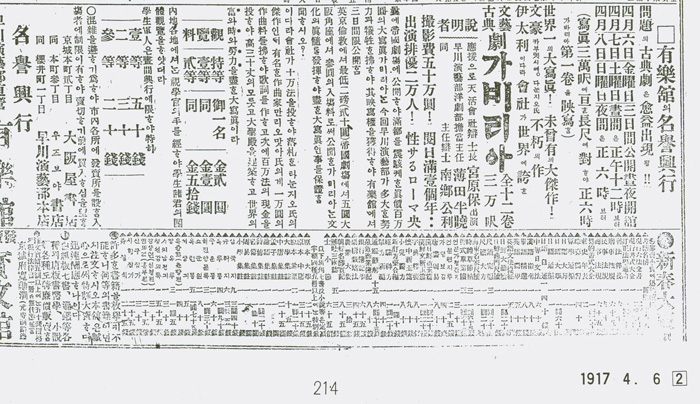
영화 카비리아의 공개 광고, 매일신보 1917년 4월 6일부

1915년 9월 세워진 유락관(遊樂館)은 니타 코이치(新田耕市) 등 형제가 운영한 니타 상회(新田商會)에 의해 경영되었다. 니타 상회는 이외에도 유명한 대정관(大正館)과 경성고등연예관(세계관)을 운영하던 회사로, 이후 1915년 9년 유락관(遊樂館)이 세워지면서 권리가 유락관으로 옮겨지고 세계관은 폐쇄되었다. 이후 극장은 1918년 '희락관'(喜樂館)으로 개명되어 해당 명칭이 폐쇄 이전까지 이어진다.
희락관은 현대의 충무로 1가 부근인 당시 경성부 중구(中區) 본정(本町) 1정목(一丁目)에 세워진 영화 상설 극장이었으며, 초창기에는 일본의 송죽영화(松竹映畵, 쇼치쿠), 대도영화(大都映畵), 일활영화(日活映畵, 니카츠)의 작품을 상영하였다. 특히 명치좌(明治座)가 건립되기 전까지는 쇼치쿠(松竹)의 작품을, 1930년대에는 니카츠(日活) 작품을 주로 상영하였다. 여기서 일활, 이른바 '니카츠'는 1912년 설립된 대형 영화사로 1920년 설립된 '쇼치쿠'와 함께 1930년대 일본 영화 산업 부흥의 계기를 마련한 회사인데, 1930년대 니카츠가 이 영화관을 직접 경영하고 이 회사의 작품들을 주로 상영하게 되면서 이른바 니카츠 상영관, 혹은 니카츠 직영관으로 알려지게 되었다. 40년대 전후에는 間島梅吉라는 개인의 소유로 넘어갔다.
청계천 남쪽, 즉 남촌(南村)이라 일컬어진 상권 지역에 위치하여 일본인들이 주로 이용하였다. 희락관은 당시 을지로(乙支路) 및 충무로 등지에 위치하던 일인극장(日人劇場)들 중에서 가장 입지가 좋다고 여겨졌던 곳인데, 이는 일본인 주택가, 상권의 중심지에 위치하여 접근성이 좋았던 덕분에 번성한 극장이었기 때문이다. 설립 이후 오랫동안 대정관(大正館)과 함께 일본 영화를 상영한 남촌의 대표적인 극장으로 자리매김하고 있었다. 당시 관객 정원수는 1,000명 내외에 달했었다.
1945년, 화재사고로 인해 전소하여 폐관하였다. 해당 자리에는 현재 명동 밀리오레가 들어서 있다.

## 참조
- 해방 전 조선 영화극장사 고찰(이용남/학위논문) p.88